# Métissage culturel
Le métissage culturel est le mélange d'influences culturelles diverses, par exemple dans le domaine musical, pictural, sculptural, vestimentaire, culinaire, etc. et il est souvent associé à un métissage linguistique,.

## Dans l'Histoire
Les peuples, gènes et cultures se mélangent depuis la préhistoire. 
Selon l’anthropologue américain Alfred L. Kroeber toutes les cultures « peuvent se mélanger presque sans limite » (in Culture Patterns and Processes) mais selon N Journet (2000), en tant que théorie, la notion de métissage culturel serait un concept du XIXe siècle, né d'un questionnement sur le « mélange des sangs » qui du point de vue de l'époque sur les races suscitait des débats entre ceux qui l'encourageaient (mixophiles) et d'autres qui étaient farouchement contre (mixophobes). 

## Enjeux
Le métissage culturel est souvent considéré comme une source de créativité et l'une des composantes de l'identité voire un processus civilisationnel, mais un processus pouvant parfois être violent et également destructeur dans le cas du métissage induit par les conquêtes militaires ou économiques ; le métissage est dans ces cas un processus de déculturation, de désappropriation et de déstructuration, bien plus que d'acculturation souligne Alain Brossat

## Classification
Le métissage culturel n'est pas nécessairement associé à un « brassage génétique » (par exemple en musique avec le Rap, le Raï ou le jazz métissé ; ainsi un orchestre composés de musiciens polonais, mais intégrant des influences orientalisantes et africaines, dans un cadre musical slave, peut développer une musique métissée contribuant au métissage culturel. 

On pourrait conclure que - tout comme au niveau « génétique » - toute culture est métissée, même si chaque ensemble est marqué par des dominantes culturelles. Ainsi, la langue française est constituée en grande partie de racines grecques, grecques « romanisées », latines, celtes, etc. Certains mots auraient même des racines non-indo-européennes. Le degré de métissage ou sa vitesse font aussi l'objet de débats ; certains comme  Alfred L. Kroeber  ou comme Gruzinski (qui a étudié le métissage culturel des amérindiens et colons occidentaux et ce qu'il dénomme des « pratiques d’hybridation » au Mexique pensent que les différences entre cultures peuvent toutes être surmontées, et d'autres comme Claude Lévi-Strauss estiment que « Entre deux cultures, entre deux espèces vivantes aussi voisines qu’on voudra l’imaginer, il y a toujours un écart différentiel et […] cet écart différentiel ne peut pas être comblé ».
Certains auteurs distinguent ou opposent deux types de métissage :
1. le métissage volontaire où chaque culture peut être respectueuse des autres et où l'entremêlement des cultures est issu de choix consciemment effectués, en fonction de goûts et d'attirances libres pour des cultures initialement « étrangères ». La plupart des ethnogenèses évoquent un métissage culturel « volontaire », mais une partie du métissage s'effectuerait inconsciemment (dès lors qu'un métissage "génétique" préexiste à la naissance de l'individu).
2. des formes de métissage imposés par des conquérants et subis par les esclaves ou des colonisés, qui est une violence pouvant conduire à la perte de la culture dominée[6].

## Métissage, culture et commerce
Pour Alain Brossat avec les formes récentes de mondialisation une idéologie du métissage s'est développée « plus ou moins savante, plus ou moins commerciale » (dans le domaine musical par exemple), qui serait aussi, bien souvent, un « déni des liens souvent intimes qu’entretiennent métissage et spoliation, métissage et trouble d’identité, métissage et disparition sans trace », un nouvel « alibi culturel » s'interroge J. Audinet dans son ouvrage sur les « Paradoxes du métissage culturel ».

## Dans la littérature, la musique et le cinéma
Le métissage culturel est un sujet traité par de nombreux livres, films et bandes dessinées, de science-fiction y compris, avec des cultures extraterrestres imaginées. 

Il est un mode de créativité fréquent dans le monde musical.